# Казе Кало (Анкона)
Казе Кало је насеље у Италији у округу Анкона, региону Марке.
Према процени из 2011. у насељу је живело 26 становника. Насеље се налази на надморској висини од 116 м.